# Zdeněk Pospěch
Zdeněk Pospěch est un footballeur international tchèque, né le 14 décembre 1978 à Opava. Il évolue au poste d'arrière droit au sein du SFC Opava depuis 2014.

## Biographie

### En club
Zdeněk Pospěch évolue en Tchéquie, au Danemark et en Allemagne. Il dispute plus de 500 matchs en championnat, inscrivant une cinquantaine de buts.
Au sein des compétitions européennes, il joue 26 matchs en Ligue des champions, inscrivant un but, et 34 matchs en Ligue Europa, marquant également un but. Il est huitièmes de finaliste de la Ligue des champions en 2011 avec le FC Copenhague.

### En équipe nationale
Zdeněk Pospěch reçoit 31 sélections en équipe de Tchéquie entre 2005 et 2011, inscrivant deux buts.
Il joue son premier match en équipe nationale le 17 août 2005, en amical contre la Suède (défaite 2-1 à Göteborg). Il inscrit son premier but le 19 novembre 2008, contre Saint-Marin, lors d'un match rentrant dans le cadre des éliminatoires du mondial 2010 (victoire 0-3 à Serravalle). Il marque son second but le 11 août 2010, en amical contre la Lettonie (victoire 4-1 à Liberec). Il reçoit sa dernière sélection le 15 novembre 2011, contre le Monténégro, lors des éliminatoires de l'Euro 2012 (victoire 0-1 à Podgorica).
En 2008, il est retenu par le sélectionneur Karel Brückner afin de participer au championnat d'Europe organisé en Autriche et en Suisse. Zdeněk Pospěch reste sur le banc des remplaçants durant l'intégralité de la compétition.

## Palmarès
Avec le Baník Ostrava :
- Championnat de Tchéquie :
  - Vainqueur : 2004

- Coupe de Tchéquie :
  - Vainqueur : 2004
  - Finaliste : 2005

Avec le Sparta Prague :
- Championnat de Tchéquie :
  - Vainqueur : 2007

- Coupe de Tchéquie :
  - Vainqueur : 2006 et 2007

Avec le FC Copenhague :
- Championnat du Danemark :
  - Vainqueur : 2009, 2010 et 2011

- Coupe du Danemark :
  - Vainqueur : 2009